# Seiichiro Maki
Seiichiro Maki ou simplesmente Maki (Uki, 7 de agosto de 1980), é um ex-jogador de futebol japonês que jogava na posição de atacante.

## Carreira

### JEF United
Seiichiro Maki se profissionalizou no JEF United Chiba.

## Seleção
Seiichiro Maki integrou a Seleção Japonesa de Futebol na Copa da Ásia de 2007.
Maki, atuou pela Seleção Japonesa de Futebol na Copa do Mundo FIFA de 2006.